# Higashikuni Naruhiko
El Príncipe Higashikuni Naruhiko (東久邇宮 稔彦王 Higashikuni no miya Naruhiko ō?,  3 de diciembre de 1887 - 20 de enero de 1990) fue el 43.º primer ministro de Japón (17 de agosto - 9 de octubre de 1945). Fue tío del Emperador Shōwa y el único miembro de la Familia Imperial Japonesa que ha encabezado un gabinete. Su gobierno ha sido el más efímero de todos los Primeros Ministros.

## Biografía

### Primeros años
Nació en Kioto como el noveno hijo del Príncipe Kuni Asahiko y de la dama de corte Terao Utako. Su padre, el Príncipe Asahiko, fue hijo del Príncipe Fushimi Kuniie, vigésimo jefe del Fushimi-no-miya, la más antigua de los sesshū shinnōke o ramas dentro de la dinastía imperial del cual se podía escoger al Emperador en caso de no haber un heredero directo.  El Príncipe Naruhiko fue hermanastro del Príncipe Kuni Kuniyoshi, padre de la futura Emperatriz Kōjun, esposa del Emperador Shōwa. Sus otros hermanastros, el Príncipe Asaka Yasuhiko, el Príncipe Nashimoto Morimasa y el Príncipe Kaya Kuninori, todos formaron nuevas ramas dentro de la Familia Imperial (Ōke) durante la era Meiji.

### Matrimonio e hijos

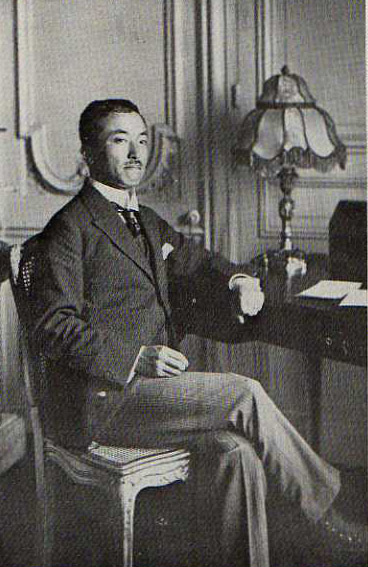
Príncipe Higashikuni Naruhiko.

El Emperador Meiji le otorgó al Príncipe Naruhiko el título de Higashikuni no miya y el permiso de iniciar una nueva rama de la Familia Imperial el 3 de noviembre de 1906. El Príncipe Higashikuni Naruhiko contrajo matrimonio con la novena hija del Emperador Meiji, la Princesa Toshiko (1896-1978) el 18 de mayo de 1915. La pareja tuvo cuatro hijos:
1. Príncipe Higashikuni Morihiro (盛厚王 Morohiro ō?,  6 de mayo de 1916 - 1 de febrero de 1969): casado con la Princesa Shigeko, primera hija del Emperador Shōwa y de la Emperatriz Kōjun;
2. Príncipe Moromasa (師正王 Moromasa ō?,  1917 - 1 de septiembre de 1923): fallecido en el gran terremoto de Kantō;
3. Príncipe Akitsune (彰常王 Akitsune ō?,  13 de mayo de 1920 - 30 de agosto de 2006): renunció al título imperial y se convirtió en el Marqués Awata Akitsune en 1940;
4. Príncipe Toshihiko (俊彦王 Toshihiko ō?,  24 de marzo de 1929 - 15 de abril de 2015): renunció al título imperial y se convirtió en el Conde Tarama Toshihiko en 1943.

### Carrera militar
Fue oficial de carrera en el Ejército Imperial Japonés. En 1908 se graduó de la Academia del Ejército Imperial Japonés y en 1914 se graduó el Colegio de Guerra del Ejército. Fue comisionado como capitán en 29.ª Brigada de Infantería y promovido a mayor en la 7.ª División en 1915. Estudió tácticas militares en la francesa École Spéciale Militaire de Saint-Cyr de París, entre 1920 y 1926. Considerado como un rebelde, su conducta en París escandalizó la Corte Imperial. Abandonó a su esposa y a sus hijos en Japón, y la muerte de su segundo hijo por el terremoto le llevaron a ser aún más reacio a regresar al país. Tuvo relaciones con una joven dama francesa aficionada a las carreras y a la vida de lujo. Esto terminó abruptamente en 1926, cuando el Ministerio de la Casa Imperial envió un chambelán a París para que Naruhiko volviera a Japón.
Tras su regreso a Japón fue asignado a la sede de la Administración General del Ejército Imperial Japonés y finalmente llegó al rango de General de brigada, siendo comandante de la 5.ª Brigada de Infantería (1930-1934) y la 4.ª División (rango General de división,1934-1937). Tras el comienzo de la segunda guerra sino-japonesa estuvo destinado el Servicio aéreo del Ejército (1937-1938) y en el 2.º Ejército acantonado en China (1938-1939). Promovido a General de ejército, fungió desde 1939 como miembro del Consejo Supremo de Guerra. El príncipe fue galardonado con la Orden del Milano Dorado en primera clase en 1940. Durante los primeros años de la Guerra del Pacífico fungió como comandante del Comando de Defensa Local desde 1941 hasta 1944.

### Como primer ministro

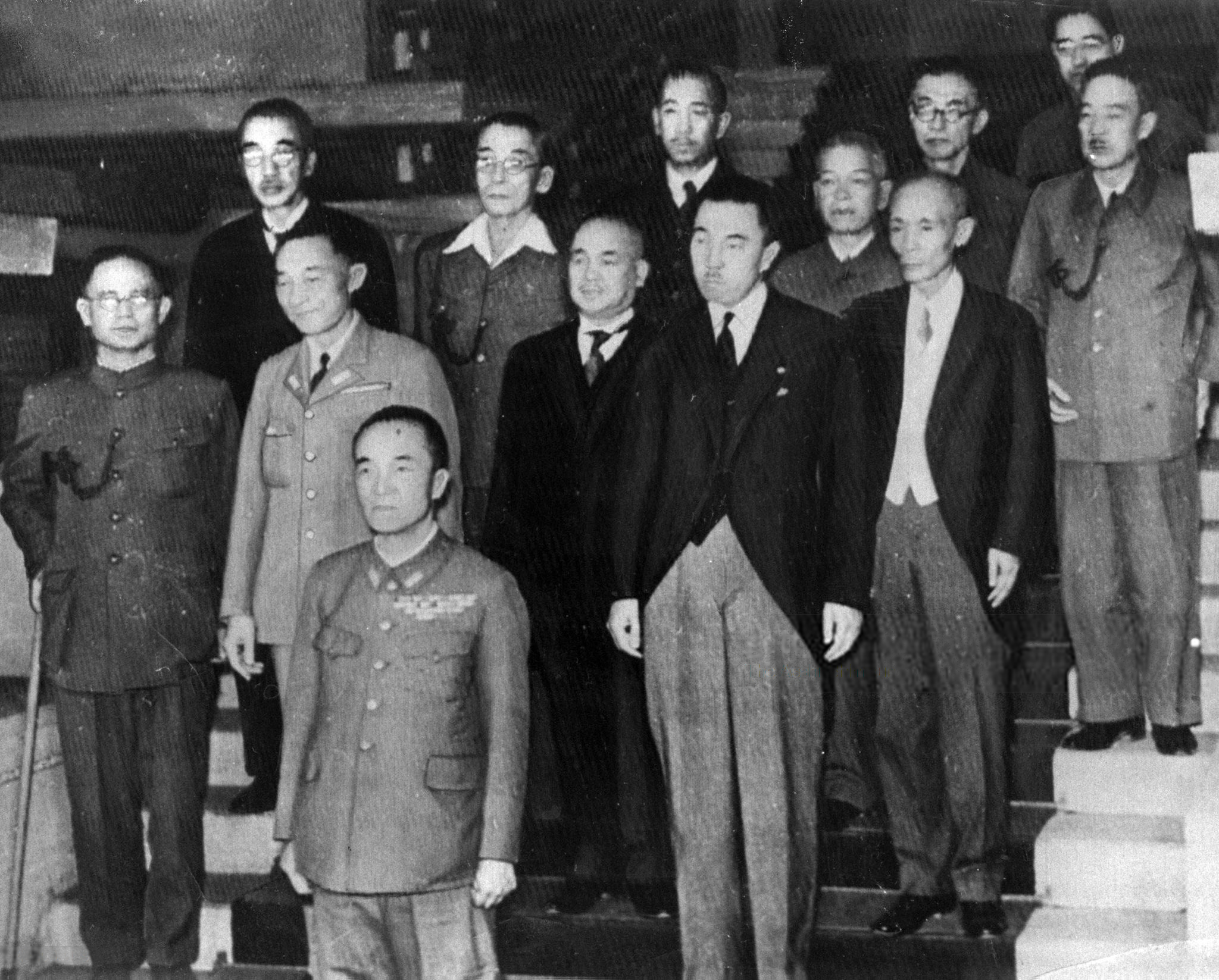
Gabinete del Príncipe Higashikuni con Mamoru Shigemitsu, Mitsumasa Yonai y Fumimaro Konoe al frente.

Antes del ingreso del Japón en la Segunda Guerra Mundial, en octubre de 1941, el saliente Primer ministro Fumimaro Konoe propuso al príncipe Higashikuni ante el emperador Shōwa como su sucesor. Konoe creyó que un miembro de la familia imperial con un extenso historial miliar podía impedir la posesión de un miembro de la facción proguerra liderados por los Generales Hajime Sugiyama, Hideki Tōjō y Akira Mutō. El príncipe también tenía la aprobación de la Armada y la Marina. Sin embargo, tanto el Emperador como el Señor Guardián del Sello Privado de Japón Kido Koichi, creyeron que podía ser inapropiado para un miembro de la Familia Imperial tomar el cargo, y designó a Tōjō como primer ministro.
A partir de ese momento el Príncipe Higashikuni se opuso a la guerra contra las potencias occidentales y fue parte de la conspiración (junto con el Príncipe Asaka, el Príncipe Takamatsu y el ex primer ministro Konoe) que provocó la renuncia de Tōjō en julio de 1944 luego de la Batalla de Saipán.
En el momento en que la guerra se volvió desfavorable a Japón, el emperador nombró al príncipe Higashikuni como primer ministro de Japón el 16 de agosto de 1945, reemplazando al almirante Kantarō Suzuki. La misión del gabinete de Higashikuni estuvo centrado en dos puntos: primero, asegurar el cese de hostilidades y la desmovilización de las fuerzas armadas japonesas; y segundo, restablecer en el pueblo japonés la confianza de que la institución imperial permanecía segura. El Príncipe Higashikuni renunció en octubre del mismo año luego de una disputa con las fuerzas de ocupación estadounidenses sobre la supresión de la Ley de Preservación de la Paz de 1925.

### Vida posterior
El 27 de febrero y 4 de marzo de 1946, dio entrevistas a los periódicos Yomiuri-Hochi y New York Times en el que declaró que varios miembros de la familia imperial estaban de acuerdo con la abdicación del Emperador Hirohito, teniendo al Príncipe Takamatsu como regente hasta la mayoría de edad del Príncipe Akihito. En el gobierno tanto el primer ministro Kijuro Shidehara y el ministro de la Casa Imperial se opusieron a esto.
En 1946, el príncipe Higashikuni solicitó al emperador su permiso para renunciar a la membresía de la familia imperial y convertirse en plebeyo, pero el Emperador se lo negó. Sin embargo, junto con otros miembros de las ramas de la Familia Imperial, perdió su título y la mayoría de sus atribuciones como resultado de la abolición de las casas de los príncipes por la ocupación estadounidense el 17 de octubre de 1947.
Como ciudadano común, operó sin éxito varias empresas minoristas (incluyendo una tienda de provisiones, una tienda de bienes de segunda calidad y una modistería). Inclusive creó su propia secta religiosa basado en el budismo zen, llamada Higashikuni-kyo, pero fue prohibida por las autoridades de ocupación.
Fue nombrado presidente honorario de la Federación Internacional de Artes Marciales en 1957 y presidente honorario de otras organizaciones.
En 1958 publicó sus diarios escritos en tiempos de la guerra con el nombre de Ichi Kozuko no senso Nikki (Diario de Guerra de un Miembro de la Familia Imperial). También publicó sus memorias autobiográficas, Higashikuni Nikki, en 1968.
Falleció por insuficiencia cardíaca en Tokio el 20 de enero de 1990 a la edad de 102 años, habiendo muerto su esposa, dos de sus hijos, sus hermanos y su sobrino, el Emperador Shōwa.